# 小嶋博
小嶋 博（こじま ひろし、1941年 - ）は、日本の経営学者。元名古屋学院大学学長。元日本経営財務研究学会会長。

## 人物・経歴
兵庫県神戸市生まれ。1968年神戸大学経営学部卒業。1974年神戸大学大学院経営学研究科博士課程修了。1978年名古屋学院大学経済学部助教授。1982年ケルン大学客員教授。1985年名古屋学院大学経済学部教授。1992年名古屋学院大学商学部長。2005年名古屋学院大学学長。2011年名古屋学院大学商学部教授。2012年名古屋学院大学大学院特任教授。2013年日本経営財務研究学会会長。2014年名古屋学院大学名誉教授。2020年瑞宝中綬章受章。

## 著作
- 『現代経営学』晃洋書房 1987年
- 『国際化社会と企業財務』同文館出版 1996年
- 『新経営学』晃洋書房 2003年